# Чулимци
Чулимци (рус. Чулымцы, чул. Чулымнар, Татарлар, Öс кижилер, Пестын кижилер) су туркијски народ који насељава централни део Сибира, односно Томску област и Краснојарску Покрајину у Русији.

## Историја
Први пут насељавају област око реке Чулим након што су истерани из својих домова у Сибирском канату од стране Јермака Тимофејевича.
Некада су живели у средњем и доњем току реке Чулим, која је десна притока реке Об. Руси су их обично звали Чулимским Татарима. Чулимци су се појавили у периоду од 17. до 18. века, као резултат мешања неких туркијских народа, који су се селили на исток после пада Сибирског каната, делимично Телеута и Јенисејских Киргиза, са мањим групама Селкупа и народа Кети. Чулимци нису номадско племе. Прихватили су ратарство и сточарство од руских сељака у том подручју. Већина чумилских потомака се измешала са Хакасима и Русима.
Према попису становништва из 2002. године, у Русији их је било 656. Говоре чумилским језиком и православне су вероисповести.